# 韦恩·惠勒
韦恩·比德威尔·惠勒（英語：Wayne Bidwell Wheeler，1869年11月10日—1927年9月5日）是美国律师，也是反沙龙联盟的长期领导人。作为19世纪末和20世纪初美国禁酒运动的主要倡导者，他在美国宪法第十八修正案的通过中发挥了重要作用，该修正案规定禁止在美国境内制造、转运和销售酒精饮料。
韦恩出生于俄亥俄州特朗布尔县的布鲁克菲尔德镇。他在他自家的农场里长大。由醉酒的农场雇工造成的童年悲剧使韦恩终生厌恶酒精。他后来利用这个故事招募禁酒运动的成员，并推动美国宪法的禁酒修正案。韦恩毕业于俄亥俄州的一所高中，并获得了教师资格，随后在成为欧柏林学院的学生之前任教了两年。1894年毕业后，他成为反沙龙联盟的组织者，其后于1898年在凯斯西储大学获得了法学硕士学位。1902年，韦恩成为反沙龙联盟的负责人，并完善了一个关于禁酒的压力政治体系，包括媒体宣传和公开示威，以赢得限制或禁止销售和消费酒精的法律的颁布。
随着1920年第十八修正案和沃尔斯特德法案的通过，惠勒的职业生涯达到了顶峰。20年代中期，随着禁酒令的执行变得越来越困难，联邦机构采取了严厉的措施，包括对酒精下毒，试图劝阻人们不要饮酒。而韦恩则拒绝妥协，他拒绝修改禁止措施以允许饮用啤酒，这让他显得越来越不合群。他的政治影响力也随之减弱。韦恩于1927年退休。
退休后不久，韦恩就被几场悲剧所困扰。他的妻子在一次意外的厨房火灾中丧生，他的岳父在援救失败后心脏病发作去世。惠勒患有肾病，于1927年9月5日在密歇根州巴特尔克里克的一所疗养院去世。

## 早期生活
韦恩出生于俄亥俄州特朗布尔县的布鲁克菲尔德镇，是玛丽·乌苏拉·哈钦森·惠勒和约瑟夫·惠勒的儿子。他的反酒精立场始于在家庭农场工作时，当时一名醉酒的雇工不小心用干草叉刺伤了他。作为一个成年人，韦恩把这件事变成了一个政治宣传，以宣传他禁止使用酒精的立场。

## 教育
高中毕业后，韦恩在学校教了两年书，并于1890年就读于欧柏林学院。为了支付高昂的学费，韦恩做过服务员、宿舍管理员、暑校老师和推销员。

## 早期事业
当霍华德·海德·罗素（Howard Hyde Russell）为他提供一份新成立的反沙龙联盟（ASL）的工作时，韦恩正在奥柏林学习。罗素后来回忆道，他在韦恩身上看到了 “一个渴望帮助其他人的充满爱心、积极向上、自我牺牲的灵魂。”
1894年从学校毕业后，韦恩接受了罗素的邀请，成为反沙龙联盟的组织者。韦恩在为该联盟工作的同时也在学习法律，他最终于1898年获得了在凯斯西储大学获得了法学硕士学位。
韦恩的教师和律师背景使他能够成为一名出色的组织者和辩论者，在获得法律学位后，他被任命为反沙龙联盟法律办公室的负责人。在任内韦恩负责发起多起支持立法控制生产、销售、和购买酒精类饮料的诉讼。
1903年，韦恩成为反沙龙联盟的代理主管，并于1904年被永久任命为该职位。韦恩主张通过全国性的立法来杜绝酒精的生产和销售，而不是试图通过治疗和教育来限制饮酒。

## 惠勒主义
作为反沙龙联盟的领导者，韦恩·惠勒创造了一种被称为惠勒主义（Wheelerism）的激进主义。该方法只针对一个问题，并严重依赖大众媒体说服政客，以使他们相信反沙龙联盟的立场得到了广泛的公众支持。 惠勒主义还包括以威胁撤回竞选代言等策略直接说服当权者；支持和资助反对者；披露令人尴尬的信息以获得对限制酒类贸易的支持。 

## 掌权
在韦恩的领导下，反沙龙联盟开始专注于实现禁酒令的目标。与弗朗西斯·威拉兹（Francis Willards）的基督教妇女禁酒联盟处理许多人道主义问题不同。韦恩认为，要想成功挑战啤酒、葡萄酒和白酒制造商的政治影响力，唯一的方法就是专注于以任何必要的方式实现全国性禁令。
韦恩能够通过鼓励支持禁酒的大众投票给支持禁酒的议员，而不管该议员的政党派别或在其他问题上的立场如何。与其他禁酒团体不同，反沙龙联盟承认两党制的至高无上，并与民主党和共和党合作，而不是与在国会影响不大的禁酒党合作。
在韦恩主事期间，反沙龙联盟资助了众多州议员和国会议员的选举。它的影响力体现在与酒精销售和消费有关的问题上，包括国会否决威廉·霍华德·塔夫脱总统对韦伯-凯尼恩法案的否决权。韦伯-凯尼恩法案禁止将酒精饮料运输到有禁酒令的州，即使是少量供个人消费。塔夫脱辩称，这是一个州的权利问题，不需要联邦立法。国会则持反对意见，美国参议院和美国众议院的否决票完全出乎意料，也为禁酒令的支持者在当时的政治影响提供了切实的证据。
该法案被推翻之后，美国国会批准了第十六条宪法修正案，创造了国家所得税。直到1913年，联邦政府的年收入的40%都依赖于酒税，但随着所得税取代酒税，这一论点就烟消云散了。因此，反沙龙联盟定位于实现其主要目标，即通过新的宪法修正案实现全国禁酒。

## 第十八修正案
随着禁酒运动的不断壮大，韦恩通过与政治代表的结盟，巧妙地扩大了反沙龙联盟的政治影响力。他的主要成功之一是支持女性选举权运动，因为相信女性会在投票箱中支持反沙龙联盟的候选人。韦恩通过支持女权主义者，换回那些女权主义者对禁酒令修正案的支持。经过几十年的努力，1919年，美国国会获得了第十八修正案，该修正案彻底禁止了在美国境内生产、运输和销售酒精饮料。1920年通过的第十九修正案则赋予了妇女投票权。 

## 禁令执行
在1920年代初期，韦恩的权力达到了顶峰。他参与起草了沃尔斯特德法案，该法案提供了执行禁令修正案的手段，以及完善禁令执行机制的联邦和州法律。与反沙龙联盟合作的候选人已经基本控制了各州政府和美国国会。此外，韦恩的影响还延伸到禁酒局，这让他执行了一项禁酒行动，该行动专门聘请了负责识别和逮捕非法酒精制造商、分销商和销售商的执法人员。

## 影响力下降
美国人对酒精的渴望并没有像韦恩设想的那样在第十八修正案通过后有所下降，所以禁酒令越来越难以执行。到1926年，韦恩受到国会议员的广泛批评，议员们开始质疑反沙龙联盟的政治献金和资金走向。
当禁酒局开始在工业酒精中添加毒药以防止其在饮料中使用时，转折点出现了。韦恩反对使用肥皂等非致命物质，并认为在工业酒精中加入毒药才是唯一可以接受的措施，因为如果公民因饮酒而触犯法律，政府没有义务保护他们的生命。这项决定造成10,000至50,000人死亡，而韦恩认为受害者实质上是自杀。他的冷酷态度和拒绝在执行禁令上妥协开始改变公众对反沙龙联盟的看法，韦恩的影响力开始逐渐减弱。

## 逝世
韦恩在公众对中毒死亡事件的强烈抗议声中退休，但他继续为禁酒令而战。1927年8月14日，韦恩的妻子在家中因厨房火灾而被烧死，她的父亲在试图救援失败后心脏病发作死亡。就在他们去世三周后，韦恩在巴特尔克里克疗养院寻求治疗时死于肾病。他被安葬在俄亥俄州哥伦布的格林草坪公墓。

## 影响
韦恩在今天并不广为人知，但熟悉禁酒令时期的历史学家认为他在第十八修正案的通过中发挥了重要作用。他对压力政治的运用、在建立禁酒运动方面的专业知识以及他为反沙龙组织贡献的时间和精力是该组织和整个禁酒运动成功的关键。

## 延伸阅读
- Childs, Randolph W. Making Repeal Work. Philadelphia, PA: Pennsylvania Alcoholic Beverage Study, Inc., 1947.
- Hanson, David. Wayne Bidwell Wheeler. In: Garraty, John A. and Cames, Mark C. (eds.) American National Biography. N.Y.: Praeger, 1999, vol. 23, pp. 144–145.
- Hanson, David J. Preventing Alcohol Abuse. Westport, CT: Praeger, 1995.
- Hogan, Charles Marshall. Wayne Wheeler: Single Issue Exponent. Cincinnati, OH: University of Cincinnati, 1986.
- 丹尼爾·奧克倫特（Daniel_Okrent）. Last Call: The Rise and Fall of Prohibition New York: Scribner, 2010. "Prohibition Life: Politics, Loopholes And Bathtub Gin" （页面存档备份，存于） Interview with Daniel Okrent by Terry Gross, Fresh Air on 全国公共广播电台（NPR）, 2010-05-10. Retrieved 2010-05-10.
- Okrent, Daniel. Wayne B. Wheeler: The Man Who Turned Off the Taps. Smithsonian Magazine, May 2010 （页面存档备份，存于）  Retrieved 2010-07-13.
- Steuart, Justin. Wayne Wheeler, Dry Boss: An Uncensored Biography of Wayne B. Wheeler. New York: Fleming H. Revell Company, 1928.
- Wheeler, Wayne. How to Enforce National Prohibition.  Westerville, OH: American Issue Publishing Co., 1927.
- Wheeler, Wayne B. Rum Rebellions: Past and Present. Westerville, OH: American Issue Publishing Co., n.d.
- Wheeler, Wayne Bidwell. Is Prohibition a Success after Five Years? Westerville, OH: American Issue Publishing Co., 1925. Note: The American Issue Publishing Company was the publishing house owned by the Anti-Saloon League.